# کی‌اچ‌اس
کی‌اچ‌اس (انگلیسی: KHS GmbH) شرکت مهندسی و ساخت آلمانی است، که در سال ۱۹۹۳ تأسیس شد.